# NGC 688
NGC 688 é uma galáxia espiral barrada (SBb) localizada na direcção da constelação de Triangulum. Possui uma declinação de +35° 17' 05" e uma ascensão recta de 1 horas, 50 minutos e 44,1 segundos.
A galáxia NGC 688 foi descoberta em 16 de Setembro de 1865 por Heinrich Louis d'Arrest.